# Marco Furio Fuso
Marco Furio Fuso  fue un político y militar romano del siglo V a. C perteneciente a la gens Furia.

## Familia
Furio fue miembro de los Furios Fusos, una de las antiguas familias patricias de la gens Furia. Fue posiblemente hijo de Agripa Furio Fuso.

## Carrera pública
Obtuvo el tribunado consular en el año 403 a. C., cuando, según Tito Livio, se alcanzó la inusitada cifra de ocho tribunos consulares. Aquel año se instituyó como novedad entre los romanos el establecimiento de los cuarteles de invierno, medida que permitiría continuar ininterrumpidamente la guerra contra Veyes y a la que se opusieron con vehemencia los tribunos de la plebe.
Según Diodoro Sículo fue elegido tribuno consular en el año 389 a. C., pero puede ser un simple error o haber sido censor ese año.